# Groot Gerechtsgebouw (Gent)

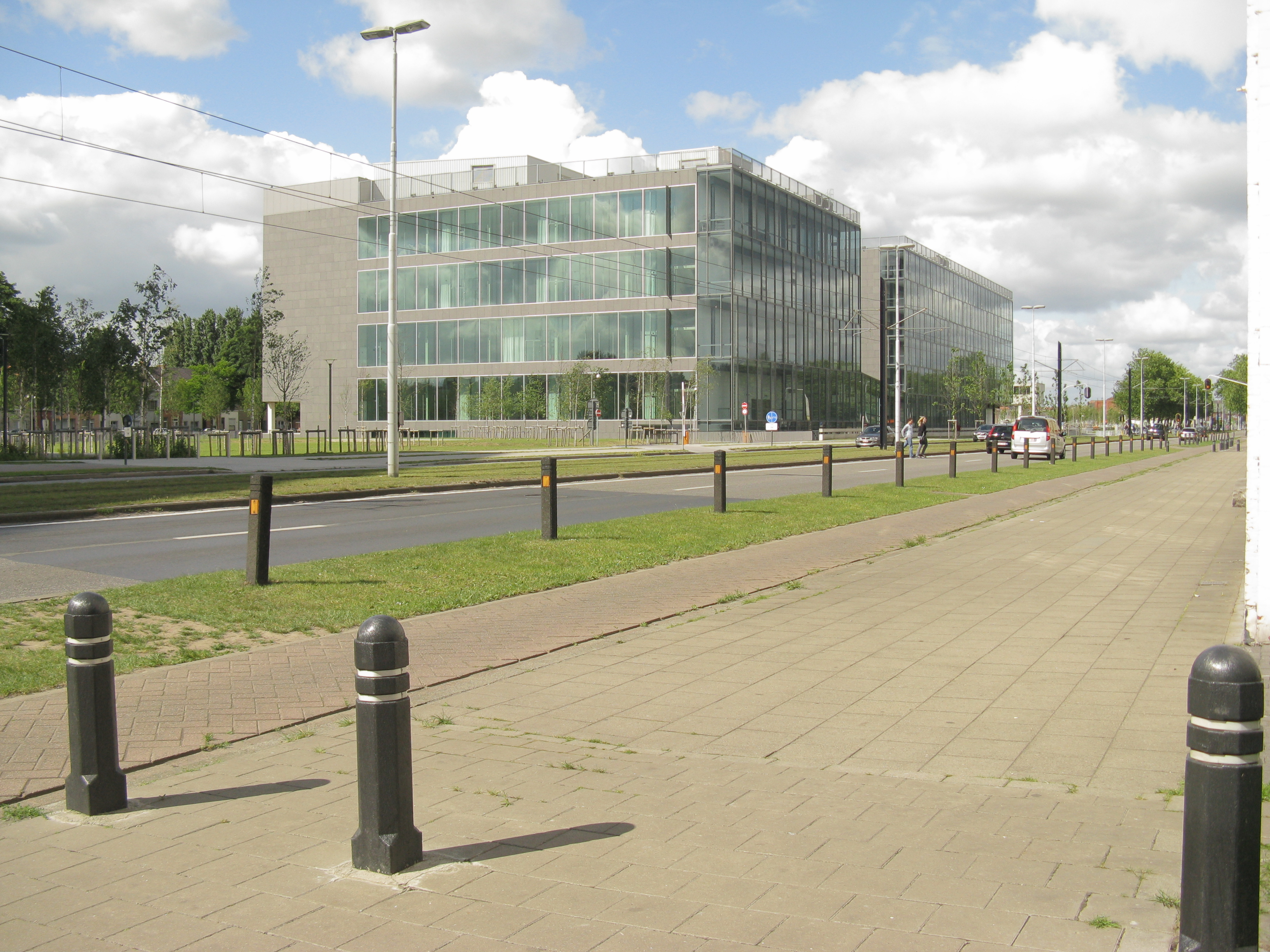
Nieuw Gerechtsgebouw Gent

Groot Gerechtsgebouw Gent (GGG), ook wel informeel het 'nieuwe' gerechtsgebouw genoemd ter onderscheiding van het Oud Gerechtsgebouw Gent, is een gerechtsgebouw gelegen in de Gentse wijk Rabot, ten noordwesten van het stadscentrum van de stad. De hoofdingang van het gerechtsgebouw ligt aan de Opgeëistenlaan 401A en het gebouw wordt omsloten door een klein park dat werd aangelegd na de opening van het gebouw in 2007. Langs de achterkant kan men het gebouw bereiken via de Filips Van Cleeflaan waar er zich een personeelsingang bevindt. Het gebouw is ontworpen door de architecten Stéphane Beel en Lieven Achtergael.
Het gerechtsgebouw bestaat uit drie grote, glazen volumes van vijf verdiepingen hoog met daaronder nog twee kelderverdiepingen. Een bijzonderheid van het nieuwe gerechtsgebouw is de binnenplaats met op niveau -1 twee vijvers die het gebouw meer karakter geven. Er is ook nog een zesde verdieping die niet toegankelijk is voor het publiek en die gebruikt wordt als technische ruimte. De zittingzalen bevinden zich in toren 1 of T1 en zijn te bereiken via de lange wandelgang die via het onthaal in toren 3 (T3) helemaal naar achteren doorloopt tot aan toren 1. In de volksmond wordt het nieuwe gerechtsgebouw het glazen huis genoemd. Dit komt doordat de buitenkant van het gebouw voor een groot deel uit glas bestaat. De architecten wilden hiermee de transparantie van het gerechtelijk apparaat benadrukken.
Het Nieuw Gerechtsgebouw te Gent huisvest de volgende diensten:
- Assisenhof
- Rechtbank van eerste aanleg
- Parket van de Procureur des Konings
- Arbeidsrechtbank
- Arbeidsauditoraat
- ondernemingsrechtbank
- Politierechtbank
- Vredegerechten van de Gentse kantons 1 tot 5
- Orde van Advocaten ("de balie")

Het assisenhof kan uitzonderlijk ook nog in het oude Justitiepaleis aan het Koophandelsplein zetelen alwaar ook het hof van beroep gevestigd is.

## Verleden en toekomst
Voor de bouw van het Nieuw Gerechtsgebouw Gent stonden er op deze gronden achtereenvolgens een gasfabriek en daarna bevond zich hier het Station Gent-Rabot dat in de jaren zeventig werd gesloten en afgebroken. Aan de zuidwestelijke kant van het gerechtsgebouw staan de drie woontorens van het Rabot die werden gebouwd van 1972 tot 1974. Ze tellen samen 573 appartementen. Bedoeling is om deze vanaf 2012 geleidelijk aan af te breken en te vervangen door 400 nieuwe sociale woningen, maar dan laagbouw. Aan de andere kant van het park werd gelijktijdig met de bouw van het gerechtsgebouw een ondergronds jeugdhuis of Jongeren OntmoetingsCentrum (JOC) gebouwd waar drie jeugdverenigingen uit de wijk een nieuw onderkomen vonden.